# Ila (Nigeria)
Pour les articles homonymes, voir Ila.
Ila est une zone de gouvernement local de l'État d'Osun au Nigeria,.

## Personnalités liées
- Temie Giwa-Tubosun, (1985-), entrepreneuse et gestionnaire en santé nigériano-américaine, née à Ila Orangun

## Source
- (en) Cet article est partiellement ou en totalité issu de l’article de Wikipédia en anglais intitulé « Ila, Osun » (voir la liste des auteurs).